# Natasha O'Keeffe
Natasha O'Keeffe, född 1 december 1986 i Brighton, är en brittisk skådespelare.
O'Keeffe har bland annat medverkat i TV-serierna Sagan om Drakens återkomst, Peaky Blinders och Strike.

## Filmografi (i urval)
- 2013–2022 – Peaky Blinders (TV-serie)
- 2017–2020 – Strike (TV-serie)
- 2021–2023 – Sagan om Drakens återkomst (TV-serie)